# Pont-de-Montvert-Sud-Mont-Lozère
Pont-de-Montvert-Sud-Mont-Lozère è un comune francese del dipartimento della Lozère nella regione dell'Occitania.
È stato creato il 1º gennaio 2016 dalla fusione dei preesistenti comuni di Le Pont-de-Montvert, Fraissinet-de-Lozère e Saint-Maurice-de-Ventalon.
Il capoluogo è la località di Le Pont-de-Montvert.